# Charminus atomarius
Charminus atomarius là một loài nhện trong họ Pisauridae.
Loài này thuộc chi Charminus. Charminus atomarius được George Newbold Lawrence miêu tả năm 1942.